# Moskovia Airlines
Moskovia Airlines – zlikwidowana rosyjska linia lotnicza z siedzibą w Żukowskim. Zajmowała się międzynarodowymi, oraz krajowymi lotami czarterowymi pasażerskimi oraz cargo. Głównym portem lotniczym był Port lotniczy Moskwa-Domodiedowo, wcześniej Żukowski

## Historia
Linia lotnicza została założona i rozpoczęła działalność w 1995 roku jako Gromov Air. Została założona jako spółka zależna Gromov Flight Research Institute. W 2006 roku linie lotnicze zostały przemianowane na Moskovia Airlines. W listopadzie 2009 roku Moscovia Airlines otrzymała pierwsze samoloty Boeing 737-800, użytkowane wcześniej przez Scandinavian Airlines System. W sierpniu 2014 roku linie ogłosiły upadłość. Zaś certyfikat operatora samolotu został finalnie zakończony w grudniu 2014. 

## Połączenia
Z Europą były do Bośni i Hercegowiny, Czech, Niemiec (Berlina i Monachium), Czarnogóry i Rosji.
- Azerbejdżan
  - Gandża (Port lotniczy Gandża)
- Czarnogóra
  - Tivat (Port lotniczy Tivat)
- Rosja
  - Moskwa
    - Port lotniczy Moskwa-Domodiedowo Baza
    - Port lotniczy Żukowskij Baza
- Turcja
  - Antalya (Port lotniczy Antalya)
- Uzbekistan
  - Andiżan (Port lotniczy Andiżan)
  - Buchara (Bukhara International Airport)
  - Fergana (Port lotniczy Fergana)
  - Karszy (Port lotniczy Karszy)
  - Namangan (Port lotniczy Namangan)
  - Nawoi (Port lotniczy Navoiy)
  - Nukus (Port lotniczy Nukus)
  - Samarkanda (Port lotniczy Samarkanda)
  - Termez (Port lotniczy Termez)

## Awarie i Wypadki
26 maja 2008 r. samolot transportowy An-12 rozbił się w Rosji w pobliżu Czelabińska. Zginęło dziewięciu członków załogi.